# Cuphea maigualidensis
Cuphea maigualidensis är en fackelblomsväxtart som beskrevs av A. Lourteig. Cuphea maigualidensis ingår i släktet blossblommor, och familjen fackelblomsväxter. Inga underarter finns listade i Catalogue of Life.